# Roy Raymond
Ne pas confondre avec Roy Raymond (en) 
le personnage de fiction de DC Comics, créé par Ruben Moreira (en).
Roy Raymond (15 avril 1947 – 26 août 1993), est un entrepreneur américain, créateur des magasins de lingerie Victoria's Secret. Il les revendit, puis fit des affaires désastreuses.

## Biographie
Diplômé de l'université Tufts et de l'université Stanford où il obtiens sa maîtrise en administration des affaires, Roy Raymond décide de créer la marque Victoria’s Secret après s’être senti gêné en tentant d’acheter de la lingerie pour sa femme.
Il ouvrit sa première boutique Victoria’s Secret située dans le centre commercial Stanford Shopping Center, en Californie.
Il fit alors un emprunt de 40 000 dollars à la banque et la même somme auprès de ses proches. La société gagna 500 000 dollars la première année et Roy Raymond créa rapidement un catalogue de vente par correspondance et ouvrit trois nouvelles boutiques.
En 1982, Roy Raymond vendit pour 1 million de dollars sa société (six boutiques, catalogue de 42 pages, six millions de dollars de chiffre d’affaires) à Leslie Wexner, fondateur de The Limited. Au début des années 1990, Victoria's Secret devient le plus grand vendeur de lingerie aux États-Unis en atteignant 1 milliard de dollars de chiffre d'affaires.
En 1984, Roy Raymond créa My Child’s Destiny, un magasin de détail pour les enfants. Il fit faillite en 1986.
Le 26 août 1993, Roy Raymond met fin à ses jours en sautant du pont du Golden Gate.
Son parcours est mentionné dans le film de David Fincher, The Social Network.